# Ящірка дагестанська
Ящірка дагестанська (Darevskia daghestanica) — представник роду скельних ящірок родини Справжні ящірки.

## Опис
Довжина тулуба сягає 5—6 см, хвіст практично у 2 рази довший. Голова помітно стисла. Міжщелепний щиток відділений від лобоносового. Іноді лобоносовий щиток відділений від носового. Між верхньовійними і надочноямковим щитками повний або розділений ряд з 2-22 зерняток. Перший верхньоскроневий щиток середнього розміру, позаду нього розташовані 2-5 дрібних задньоскроневих. Центральноскроневий щиток маленький і у багатьох випадках не виражений зовсім. Комір гладенький або слабко зазубрений. По середній лінії горла тягнеться 16-25 лусок. Луска тулуба гладенька, слабкоопукла. Навколо середини тулуба 43-54 лусочки. Анальний щиток великий, попереду нього півколом розташовуються 5-9 приблизно рівних за розміром преанальних щитка. Луска на верхній стороні гомілки не більше за спинну. Навколо гомілки в одному рядку є 14-19 луски. Стегнових пір 13-18, їх ряди майже досягають згину колін. Луска передньої третини хвоста гладенька або з ледь вираженими реберцями.
Колір спини коричнево-сірий, жовто-бурий, попелястий або жовто-зеленуватий, звичайно темніший в області хребта. Малюнок дуже мінливий. Поздовжня спинна смуга утворена темними цятками, часто розташованими у 2 паралельних рядки. Вони можуть утворювати також суцільний сітчастий візерунок. У багатьох випадках ця смуга відсутня зовсім або ж представлена дуже дрібними темними цятками. Бічні смуги завжди є і утворені зближеними рядками темних кругами з білуватими центрами.

## Спосіб життя
Полюбляє сухі гірські схили, долини річок, нагромадження каміння у лісовій і частково в гористостеповій зонах. Місцями зустрічається на берегах річок, рівнинних ділянках лісів у передгір'ях. Мешкає між 1000 і 2000 м над рівнем моря. Харчується комахами та дрібними безхребетними.
Це яйцекладна ящірка. Відкладання 4-5 яєць відбувається у червні-липні. Молоді ящірки довжиною 5-5,5 см з'являються у серпні — напочатку вересня.

## Поширення
Мешкає у південних регіонах Росії — Дагестані (може бути знайдений недалеко від міста Махачкали), Чечні, Інгушетії та Північної Осетії до лівобережжя річки Терек у пониззях Дар'яльської ущелини на заході та в Північному Азербайджані. Велика ізольована популяція існує і на південному схилі Головного Кавказького Хребта у ущелині річки Велика Ліахві на території Південної Осетії у межах Грузії.